# Костадин Лютов
Костадин Николов Лютов е български юрист, политик от БКП, член-кореспондент на БАН.

## Биография
Роден е на 7 ноември 1927 г. в Копривщица. Член на РМС от 1944 г., а на БКП от 1954 г. Завършва Юридическия факултет на Софийския университет през 1951 г. Стажува 1 година в Окръжния съд в Пловдив. След това става аспирант в Софийския университет. През 1956 г. започва работа като секретар в Института по науките за държавата и правото при БАН. След това е последователно научен сътрудник по наказателно право, старши научен сътрудник и директор на института. Бил е декан на Юридическия факултет на Софийския университет. От 1971 г. е старши съветник в Съвета по законодателство при Държавния съвет. В период 1976 – 1980 г. е секретар на Съвета. Между 17 юни 1981 и 3 май 1987 е главен прокурор на Народна република България. От 1981 до 1986 г. е кандидат-член на ЦК на БКП, а от 5 април 1986 до смъртта си на 3 май 1987 г. е член на ЦК на БКП.
Проф. Велко Вълканов пише за него „Лютов участвува и в заговора срещу Я. Янков. Като главен прокурор той прояви суровост, която излизаше извън мярката на справедливостта. Неприятно ми е да го кажа, но истината все пак е такава: когато Лютов почина, много от юристите не прикриваха радостта си. За да изразят отношението си към него, използваха думи, които не бих искал да възпроизвеждам.“